# Gebhard Moltke-Huitfeldt
Gebhard greve Moltke-Huitfeldt (født 20. februar 1764 i København, død 20. december 1851 på Glorup) var en dansk amtmand, stiftamtmand, godsejer og gehejmekonferensråd.

## Karriere
Han var søn af statsmanden, lensgreve Adam Gottlob Moltke i dennes andet ægteskab, blev student 1780, cand.jur. 1782, kammerherre 1784, assessor i Højesteret 1789, stiftamtmand i Throndhjems Stift og amtmand i Throndhjems Amt 1796-1802, stiftamtmand over Akershus Stift og amtmand over Akershus Amt 1802, Ridder af Dannebrog ("hvid ridder") 1803 og 1807 medlem af den i anledning af krigen nedsatte norske regeringskommission. Da imidlertid Frederik Julius Kaas 1809 blev sendt til Christiania for at iagttage prins Christian August af Augustenborgs færd og overtog Moltkes embeder, blev denne forsat til Fyn som stiftamtmand og amtmand over Odense Amt med gehejmekonferensråds titel, men tog allerede 1814 sin afsked. 1840 udnævntes han til Ridder af Elefanten, og han døde 20. december 1851 efter i flere år at have været næsten blind.

## Godsejer
Moltke købte 1815 Mullerup på Fyn, efter sin moders død 1802 blev han besidder af Stamhuset Moltkenborg (Glorup m.m.) og 1843 af det Huitfeldtske Fideikommis, hvorefter han føjede navnet Huitfeldt til sit eget. Han var en brav og retsindig mand; sine godser styrede han med stor omhu og dygtighed.

## Familie
Han blev gift første gang 9. juli 1787 i Clausholm Slotskapel med Birte Huitfeldt (10. januar 1768 – 1. december 1788), datter af gehejmeråd Matthias Wilhelm Huitfeldt og anden gang 23. september 1791 i Kværndrup Kirke med Bertha Sophie Bille-Brahe (10. maj 1775 – 2. oktober 1833), datter af gehejmeråd Henrik Bille-Brahe. Han var fader til Adam Gottlob Moltke-Huitfeldt og Henrik Moltke.
Han er begravet på Svindinge Kirkegård.